# 大庄严僧

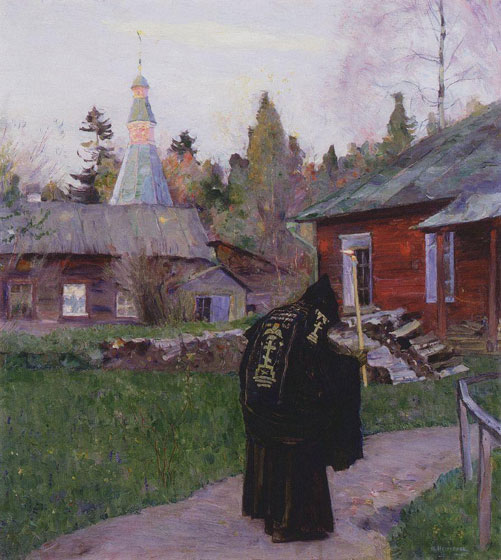
米哈伊爾·涅斯捷羅夫的画作，画中是一位手持蜡烛的大庄严僧

大庄严僧（希臘語：Μεγαλόσχημος）是基督教正教会僧侣中最高的品阶。其名称来自希腊语Μεγαλο（大）和中性名词Σχῆμα（庄严）。由负十字僧（σταυρoφόρος，或称小庄严僧）晋阶而来。该位阶的获得者在正教会中被视为“完美的”僧侣，有时仅在僧侣年事甚高或弥留之际才会授予其大庄严僧的称号，许多僧侣至死都无法晋至该位阶。位阶的授予则由修道院住持修士或掌院视僧侣的修道精进状况而定。又据教规，一个修道院的住持若在修士位阶上低于大庄严僧，则不能晋阶自己所辖修道院的修士为大庄严僧。而一个主教，无论其修士位阶，都可以晋阶任何僧侣为大庄严僧。
相较于其他位阶的僧侣，大庄严僧有权穿着大法衣（或称天使法衣）。同时，他或她必须遵行更为严格的斋戒，用更多的时间祈祷，且需严格缄口，保持沉默。在饮食上，大庄严僧不能食肉，但可以稍饮酒。多素食。
当大庄严僧在神品上为司祭时，则他仍可以举行事奉圣礼。若该僧侣被祝圣为主教，则不继续行使司祭职权。